# 里茲克羅辛 (伊利諾伊州)
里茲克羅辛（英語：Reeds Crossing）是位於美國伊利諾伊州布恩縣的一個鬼鎮。由於此地已於20世紀被荒廢，本地已無人居住。

## 地理
里茲克羅辛的座標為42°12′05″N 88°47′55″W / 42.20139°N 88.79861°W，而該地的平均海拔高度為255米（即837英尺）。